# Хіторі

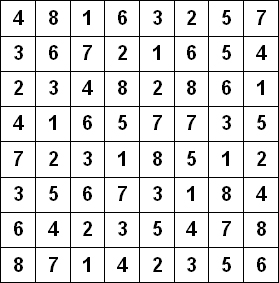
Вигляд головоломки

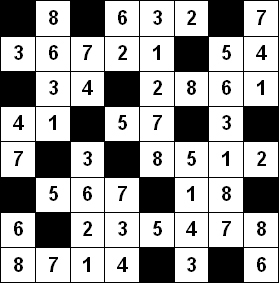
Розв'язана головоломка

Хіторі (яп. ひとりにしてくれ, у перекладі — одна людина) — японська логічна головоломка, опублікована розробником Nikoli [Архівовано 11 серпня 2013 у Wayback Machine.].

## Правила
Ігрове поле складається з прямокутника (зазвичай, квадрата), розбитого на одиничні квадратики, кожен з яких містить одне число. Потрібно зафарбувати деякі з них за певними правилами: 
- в кожному рядку та стовпчику серед незафарбованих клітин не має бути однакових цифр;
- зафарбовані клітинки не можуть мати спільних сторін;
- незафарбовані клітинки мають формувати зв'язну систему (тобто з кожної з них можна дійти до будь-якої іншої, рухаючись по вертикалі чи горизонталі)

## Основні ходи
- Якщо клітинка зафарбована, то всі сусідні з нею не є такими. Їх зручно обводити кружечком.
- Якщо клітинка незафарбована, значить, усі клітинки з тим же номером у відповідних стовпчику й рядку мають бути зафарбованими.
- Якщо клітинка відділить білу частину сітки при зафарбуванні (тобто зробить її незв'язною), значить, її зафарбовувати не треба.
- Якщо три однакових числа йдуть поспіль, центральне має бути незафарбованим, інші - зафарбовані. Дійсно, якщо центральне зафарбоване, то інші - ні, а тому буде два однакових числа в рядку чи стовпчику.
- Якщо два однакових числа йдуть поспіль, при тому, що в тому ж рядку/стовпчику є ще одна клітинка з тим же номером, остання має бути зафарбованою (інакше маємо дві сусідні зафарбовані).
- Якщо клітинка знаходиться між двома з однаковими числами, вона має бути незафарбованою - інакше обидві будуть незафарбованими і стояти в одному рядку/стовпчику.
- Коли чотири однакових числа стоять у клітинках з однією спільною вершиною, то дві з них зафарбовані, а дві - ні, причому є два варіанти (або верхній лівий та нижній правий зафарбовані, або навпаки). Якщо квадрат, утворений ними, знаходиться в куті сітки, то є лише один варіант, тому що в іншому порушується правило про зв'язність.